# Majiayao-Kultur

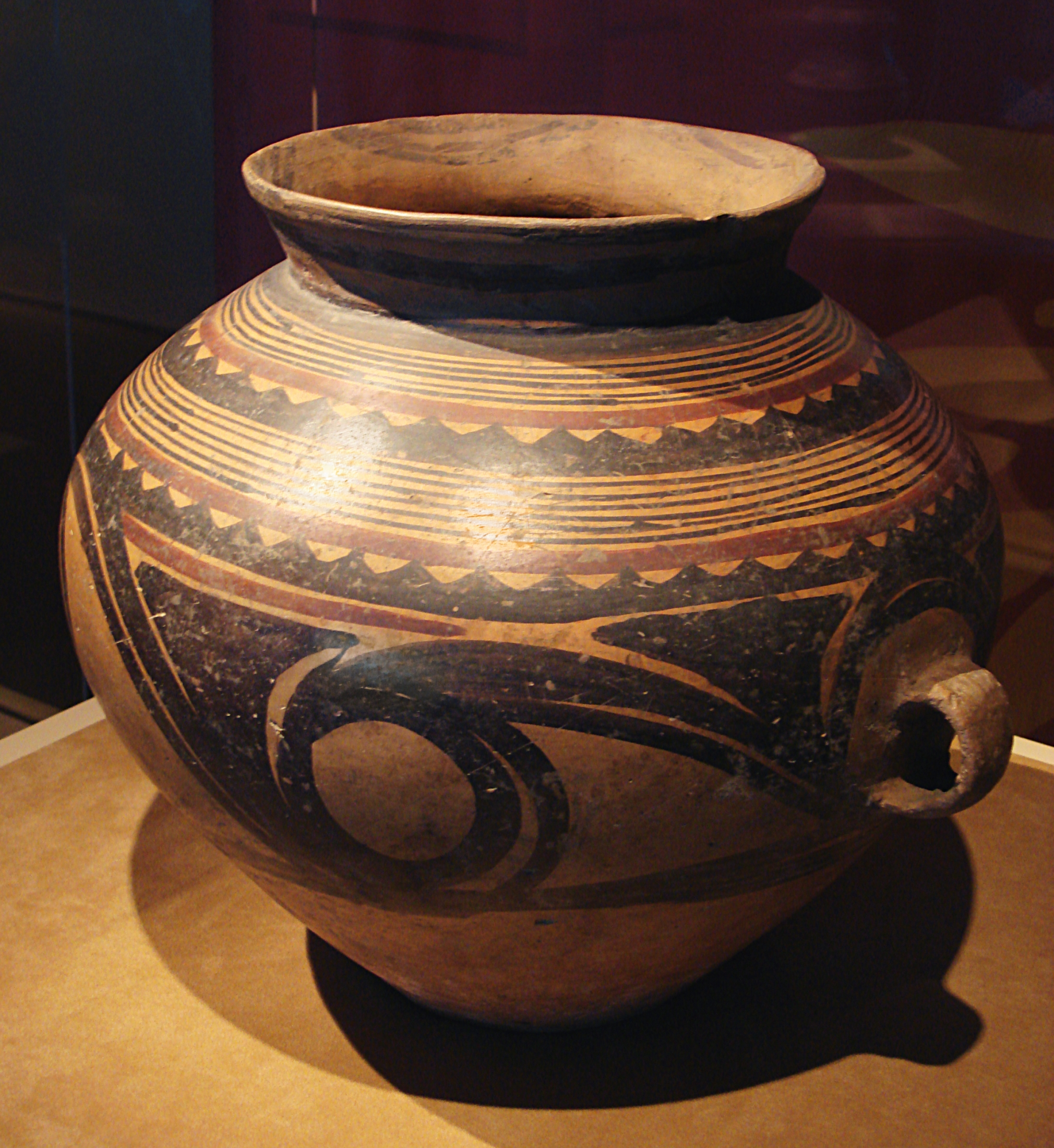
Bemaltes Vorratsgefäß der Majiayao-Kultur

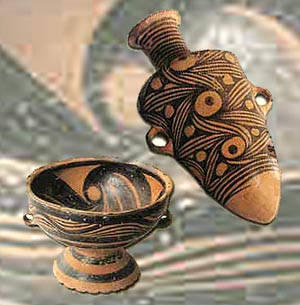
Bemaltes Vorratsgefäß

Die Majiayao-Kultur (chinesisch 馬家窰文化 / 马家窑文化, Pinyin Mǎjiāyáo wénhuà, englisch Majiayao Culture) ist eine spätneolithische Kultur in der Region des oberen Gelben Flusses in Gansu und Qinghai, China. Sie wird nach der Radiokohlenstoffmethode auf die Zeit von 3000 bis 2000 v. Chr. datiert.
Früher wurde sie als "Yangshao-Kultur von Gansu" (甘肃仰韶文化 Gānsù Yǎngsháo wénhuà) bezeichnet. Nach ihren verschiedenen Fundstätten wurden früher die drei Typen Majiayao (马家窑 Mǎjiāyáo), Banshan (半山 Bànshān) und  Machang (马厂 Mǎchǎng) unterschieden, heute jedoch werden die Funde der beiden letztgenannten Stätten der Banshan-Machang-Kultur (半山-马厂文化 Bànshān-Mǎchǎng wénhuà) zugerechnet. 
Die Majiayao-Kultur wurde 1923 zum ersten Mal in Majiayao, Kreis Lintao (临洮县), Provinz Gansu, entdeckt, daher ihr Name. Sie war hauptsächlich verbreitet im Einzugsgebiet der Flüsse Tao He (洮河 Táo Hé) und Daxie He (大夏河 Dàxià Hé) in der Provinz Gansu und des Huang Shui (湟水 Huáng Shuǐ) in der Provinz Qinghai. 
Landwirtschaft war ihr wichtigster Wirtschaftsfaktor. Es wurden Steinwerkzeuge und Knochengeräte verwendet. Die Keramik ist oft mit schwarzem Dekor bemalt, die Muster sind mit denen der farbig dekorierten Keramik (cǎitáo) der Yangshao-Kultur nicht identisch. 
Die Majiayao-Stätte (马家窑遗址 Mǎjiāyáo yízhǐ) im Kreis Lintao (Gansu) steht seit 1988 auf der Liste der Denkmäler der Volksrepublik China, die Linjia-Stätte (Linjia yizhi 林家遗址) im Autonomen Kreis der Dongxiang (Gansu) seit 2006.